# Jean Vincent
Jean Vincent (Labeuvrière, Francia, 29 de noviembre de 1930-13 de agosto de 2013) fue un futbolista y entrenador francés, se desempeñaba como delantero y estuvo entre los 10 máximos goleadores de la historia de la selección de fútbol de Francia.

## Clubes

### Jugador
| Club           | País    | Año       | Partidos | Goles |
| Lille OSC      | Francia | 1950-1956 | 155      | 50    |
| Stade de Reims | Francia | 1956-1964 | 267      | 68    |

### Entrenador
| Club                 | País      | Año       |
| -------------------- | --------- | --------- |
| SM Caen              | Francia   | 1964-1967 |
| FC La Chaux-de-Fonds | Suiza     | 1967-1970 |
| SC Bastia            | Francia   | 1971      |
| FC Lorient           | Francia   | 1971-1976 |
| FC Nantes            | Francia   | 1976-1982 |
| Selección de Camerún | Camerún   | 1982      |
| Stade Rennes         | Francia   | 1982-1984 |
| Wydad Casablanca     | Marruecos | 1985-1986 |
| Selección de Túnez   | Túnez     | 1986-1987 |